# 번역 연구
번역 연구(飜譯硏究, translation studies)는 번역의 이론과 실천에 관한 과학적이고 다각적인 연구를 다루는 인문과학의 한 분야이다. 번역론(飜譯論)이나 번역학(飜譯學)이라고도 불린다. 비교 문학 연구와 컴퓨터 과학, 역사학, 언어학, 철학, 기호학, 커뮤니케이션학, 인지 과학 등 다양한의 분야를 연구 성과를 기반으로 한 학제적인 분야이다.
번역 연구는 번역, 통역, 현지화의 이론, 설명 및 적용에 대한 체계적인 연구를 다루는 학문 간 학문이다. 학제 간 번역 연구는 번역을 지원하는 다양한 연구 분야에서 많은 것을 차용한다. 여기에는 비교 문학, 컴퓨터 과학, 역사, 언어학, 문헌학, 철학, 기호학 및 용어가 포함된다.
"번역 연구"라는 용어는 암스테르담에 거주하는 미국 학자 제임스 S. 홈스(James S. Holmes)가 1972년 논문 "번역 연구의 이름과 본질"에서 만들어낸 것으로, 이 분야의 기본 진술로 간주된다. 영어 작가들은 때때로 번역 연구를 지칭하기 위해 "번역학"(그리고 덜 일반적으로 "traductology")이라는 용어를 사용하며, 해당 분야에 해당하는 프랑스어 용어는 일반적으로 traductologie이다. 미국에서는 "번역 및 통역 연구"(미국 번역 및 통역 연구 협회에서와 같이)라는 용어를 선호하지만, 유럽 전통은 번역 연구 내에서 통역을 포함시킨다.

## 같이 보기
- 통역
- 번역
- 번역 프로젝트